# Лебедь Леонід Вікторович
Леонід Вікторович Лебедь (? — ?) — український радянський діяч, голова виконавчого комітету Київської міської ради депутатів трудящих. 

## Біографія
Прізвище точне невідомо — Лебедь або Лебідь. Член ВКП(б).
З 24 квітня по серпень 1941 року — секретар Київського міського комітету КП(б)У по легкій і місцевій промисловості.
У грудні 1943 — 29 червня 1944 року — голова виконавчого комітету Київської міської ради депутатів трудящих. За його каденції почалися масові роботи з відновлення Хрещатика, були прийняті постанови щодо відновлення роботи Київської кіностудії і організації Софійського заповідника.
Подальша доля невідома.